# Leonard Kunz
Leonard Kunz (* Februar 1992 in Mannheim) ist ein deutscher Schauspieler.

## Leben
Leonard Kunz wurde 1992 in Mannheim geboren, wuchs aber einen Großteil seiner Kindheit im pfälzischen Freinsheim auf. Seine Eltern sind die Schauspielerin Ilona Christina Schulz und der Kontrabassist Alexander Kunz. Seine Schwester Jelena Kunz ist ebenfalls Schauspielerin. Nach dem Abitur studierte er von 2013 bis 2015 an der Universität der Künste Berlin. Seine erste Filmrolle erhielt er noch während des Studiums in dem Kinofilm A Cure for Wellness von Gore Verbinski.
Für seine Rolle im Kurzfilm Jenny wurde Kunz 2017 als Bester Nachwuchsschauspieler mit dem Max Ophüls Preis ausgezeichnet. 2018 feierte er mit dem Kinofilm Das schönste Paar von Sven Taddicken auf dem Toronto International Film Festival seine Weltpremiere.

## Filmografie (Auswahl)
- 2015: SOKO Wismar (Fernsehserie)
- 2015: Die Spezialisten (Fernsehserie)
- 2016: Dünnes Blut
- 2016: Therapie
- 2016: Alarm für Cobra 11 – Tödliche Beute (Fernsehserie)
- 2016: A Cure for Wellness
- 2017: Jenny (Kurzfilm)
- 2017: Der Kriminalist (Fernsehserie, Folge Die offene Tür)
- 2017: Babylon Berlin (Fernsehserie)
- 2018: Kommissarin Heller – Vorsehung (Fernsehserie)
- 2018: Der Staatsanwalt – Nachts im Weinberg (Fernsehserie)
- 2018: Morgen (Musik-/ Kurzfilm)
- 2018: Das schönste Paar
- 2018: Das Boot (Fernsehserie)
- 2018: In Wahrheit: Jette ist tot
- 2019: Mein Ende. Dein Anfang.
- 2019: Freies Land
- 2019: Was gewesen wäre
- 2019: Schwarzach 23 und das mörderische Ich
- 2019: SOKO Potsdam: Der Container (Fernsehserie)
- 2020: Lindenberg! Mach dein Ding
- 2021: SOKO Stuttgart: Vermisst (Fernsehserie)
- 2021: Loving Her (Fernsehserie)
- 2021: Maradona: Blessed Dream (Fernsehserie)
- 2022: Der Zürich-Krimi: Borchert und die bittere Medizin
- 2023: Dünentod – Ein Nordsee-Krimi
- 2023: Der Alte – Helden von Nebenan (Fernsehserie)
- 2023: Tatort: Abbruchkante
- 2023: Oderbruch (Fernsehserie)
- 2024: Ein Mann seiner Klasse (Fernsehfilm)

## Auszeichnungen
Filmfestival Max Ophüls Preis
- 2017: Auszeichnung als Bester Nachwuchsschauspieler (Jenny)[9]

Preis der deutschen Filmkritik
- 2019: Nominierung als Bester Darsteller (Mein Ende. Dein Anfang. und Das schönste Paar)[10]

Achtung Berlin Filmfestival
- 2019: Auszeichnung als Bester Schauspieler (Das schönste Paar)[11]